# Umeko Ando
Umeko Ando (安東 ウメ子 Andō Umeko, 20 de noviembre de 1932 – 15 de julio de 2004) fue una cantante de música tradicional Ainu e intérprete de mukkuri. Además de haber grabado varios álbumes, frecuentemente en compañía de Oki Kano, su arte fue destacado póstumamente en la banda sonora de la serie de anime Samurai Champloo con su canción "Pekambe Uk" (ペカンベ ウㇰ?, "Canción de la cosecha de trigo"). El episodio 17 de dicha serie, en el cual puede escucharse esta canción, fue dedicado a su memoria.

## Discografía
- Ihunke
- Upopo
- Sanke
- Spirits From Ainu
- Keutowm

- Datos: Q7881481